# Antonio da Ponte

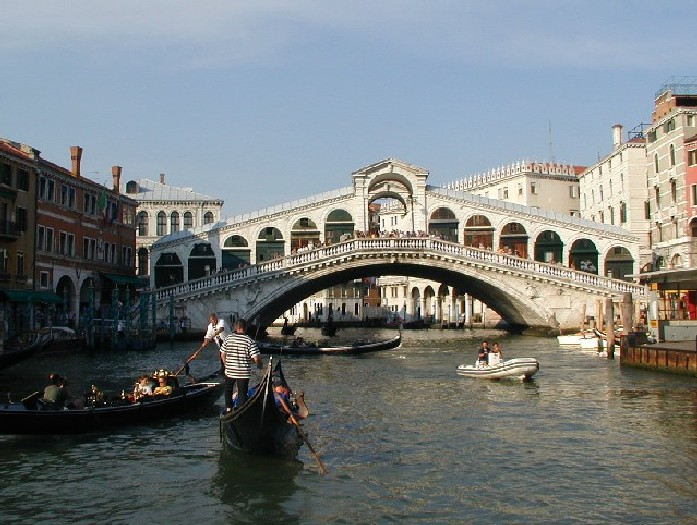
Most Rialto

Antonio da Ponte (lub dal Ponte; ur. 1512; zm. 20 marca 1597 w Wenecji) – włoski architekt i inżynier, najbardziej znany z kierowania odbudową mostu Rialto (1588–1591) oraz z dokończenia budowy kościoła Il Redentore, zaprojektowanego przez Andreę Palladia.

## Biografia i działalność
Antonio da Ponte urodził się w 1512 roku jako syn mistrza Battisty (lub Giambattisty). 11 stycznia 1554 roku ubiegał się o stanowisko proto al Sal w urzędzie miasta, które ostatecznie otrzymał w 1563 roku. W tym samym roku pracował przy budowie Dogana di Terra a Terranova, nadzorował drobne prace budowlane w fondaco della Farina i pałacu Fondaco dei Tedeschi. Pracował przy odbudowie Pałacu Dożów, uszkodzonego w wyniku pożaru z maja 1574 roku.
W 1578 roku zawalił się drewniany most Rialto, ukończony 10 lat wcześniej. Jego odbudowę powierzono Andrei Palladio. W 1575 roku wybuchła w Wenecji zaraza, która szalała przez kilkanaście miesięcy. Od 1577 do 1592 roku da Ponte współpracował z Palladio przy budowie kościoła Il Redentore, pomyślanego jako wotum za ustąpienie zarazy 1576 roku; gdy 19 sierpnia 1580 roku, podczas prac przy Teatro Olimpico w Vicenzy, Palladio zmarł, budowę świątyni przejął da Ponte, wiernie kontynuując dzieło swego poprzednika. W 1583 roku da Ponte rozpoczął odbudowę kościoła Santa Croce nad Canal Grande (obecnie nieistniejącego).
W 1588 roku rozpoczął prace przy rekonstrukcji mostu Rialto, która zajęła mu 3 lata i miała przynieść sławę.
W grudniu 1587 roku Senat Wenecji powołał 3 superintendentów, którym zlecił wykonanie projektów odbudowy mostu; byli to: da Ponte, Alvise Zorzi i Vincenzo Scamozzi. Między 20 a 23 grudnia przedłożyli swoje projekty. Projekt da Ponte, który wybrano, zakładał budowlę kamienną z trzema sklepieniami, trzema zadaszonymi uliczkami i dwoma rzędami sklepów. Ostatecznie Senat 20 stycznia 1588 roku zatwierdził zmodyfikowaną propozycję da Ponte (z jednym sklepieniem), a 1 lutego powierzył mu kierownictwo robót. W 1590 roku ukończono budowę sklepienia mostu i rozpoczęto jego zabudowę sklepami. Most zbudowano w ciągu trzech lat za sumę 250 tysięcy dukatów. Niektórzy XIX-wieczni badacze wątpią, iż autorem projektu był da Ponte przypisując projekt Scamozziemu, a da Ponte pozostawiając zaszczyt budowniczego mostu.